# Seleção de Hong Kong de Hóquei no Gelo
A Seleção de Hong Kong de Hóquei no gelo representa Hong Kong nas competições oficiais da FIHG.